# Tavia nana
Tavia nana är en fjärilsart som beskrevs av George Francis Hampson 1926. Tavia nana ingår i släktet Tavia och familjen nattflyn. Inga underarter finns listade i Catalogue of Life.